# Европеана
Европеана је интернет портал који нуди приступ милионима књига, слика, филмова, музејских дела и архивских записа који су дигитализовани широм Европе. Више од 3000 установа широм Европе је допринело развоју Европеане, а међу познатијим су Ријксмузеум у Амстердаму, Британска библиотека и Лувр.

## Историја
Иницајтива за покретање Европеане је потекла 2005. године када су Жак Ширак, председник Француске, и премијеру Пољске, Немачке, Италије, Шпаније и Мађарске, писмом Европској Комисији предложили оснивање Европске дигиталне библиотеке. Након ове иницијативе, Европска мрежа дигиталних библиотека започиње са израдом прототипа библиотеке, који је носио назив Европска дигитална мрежа библиотека (енг. European Digital Library Network). Европеанин прототип је покренут 20. новембра 2008. године од стране Виљена Редигна, европског комесара за информационо друштво и медије и председника комисије Жозе Мануел Бароза. У јулу 2010. године, Европеанина колекција достиже 10 милиона дигитализованих садржаја.Током 2011. године Европеана уводи проширену претрагу која омогућава претраживање појмова и на другим платформама, укључујући и Википедију. Током 2012. године Европеана пушта у јавност све метаподатке под CC0 лиценцом, чинећи податке слободним за поновно коришћење. Европеанина колекција достиже 25 милиона предмета

## Улога
Европеана пружа приступ различитим типовима садржаја културног и научног наслеђа Европе. Дигитални предмети које корисник може пронаћи на Европеани нису ускладиштени на једном централном рачунару, него остају у оквиру институције од које потичу, тј. у оквиру њихове мреже. Европеана скупља контекстуалне податке или метаподатке о предметима укључујући и малу слику. Корисници претражују контекстаулне податке. Када пронађу предмет који су тражили, ако желе да приступе целокупном садржају предмета, могу му приступити са изворног сајта на ком се дати садржај налази.
Различити типови организација културне баштине — музеји, библиотеке, архиви и аудиовизуелне колекције категоришу свој садржај на различите начине и користећи различите стандарде. Приступи често варирају у зависности од државе у којој се дата организација налази. Да би сав садржај био приступачан за претрагу, мора се мапирати по једном заједничком стандарду, познатом као Европеанин семантички елементи (енг. Europeana Semantic Elements). Овај стандард метаподатака тренутно користи приступ најмањег заједничког именитеља при интеграцији различитих типова дигиталног садржаја. Увођење богатијег стандарда метаподатака, Европеанин модел података (енг. Europeana Data Model), ће помоћи корисницима да дођу до више корисних података.

## Стратегија
У свом стратешком плану за 2011—2015, који је објављен у јануару 2011, Европеана наводи четири стратешке стазе које ће фигурисати у њеном даљем развоју.
1. скупљати: Градити отворен и поуздан извор европског културног и научног наслеђа;
2. олакшати: Подстаћи секторе културног и научног наслеђа кроз пренос знања, иновација и заступањем;
3. расподелити: Чинити наслеђе доступним за кориснике где год да су, и када год буду хтели да му приступе;
4. ангажовати: Развијати нове начине којим корисници могу да учествују у својој културној и научној баштини.

Следећи стратешки документ, који је донет у ту сврху, односио се на период од 2015—2020. године.

## Организација
Европеана Фондација је управно тело Европеане. Њени чланови су председници и председавајући Европске асоцијације за културну баштину и информациона удружења.
Ова фондација промовише сарадњу између музеја, архива, аудиовизуелних колекција и библиотека, све са циљем да корисницима буде доступан интегрисани приступ њиховом саджају кроз Европеану или друге услуге.
Фондација је основана по холандском закону као Стичинг европеана фондација и смештена је у Краљевској библиотеци, националној библиотеци Холандије. Она обезбеђује правни оквир за управљање Европеаном, запошљавање особља, финансирање, и омогућавање одрживости сервиса.
Извршни директор Европеана Фондације је Џил Казинс.

## Пројекти
Европеанина мрежа је заједница стручњака (организованих и вођених од стране Европеанине Фондације) који раде у пољу дигиталног наслеђа, са заједничким циљем да прошире и побољшају приступ европској дигиталној културној баштини.
Пројекти који обезбеђују технологију и садржај:
- APEx је оквир за сарадњу европских архива зарад многобројнијем и приступачнијем приступу њиховом садржаја на Интернету[19]
- AthenaPlus  је пројекат прикупљања садржине музеја, и промовисање стандарда за дигитализацију музеја и метаподатке.[20]
- Digitised Manuscripts to Europeana  је пројекат финансиран од стране Европске комисије који има за циљ да технички опреми што више потенцијалних снабдевача садржаја да интегришу свој садржај са Европеаном[21]
- Europeana Awareness  је пројекат који има за циљ да промовише Европеану корисницима, политичарима, организацијама културног наслеђа у свакој земљи чланици, као и да подстакне коришћење и доприношење садржаја, да подигне свест о културном наслеђу као економском фактору и унапреди пренос знања.[22]
- Europeana Cloud  је пројекат који има за циљ да успостави инфраструктуру засновану на клауд технологији, која би обезбедила нов садржај, нове метаподатке, нов систем за складиштење, нове алате и услуге за инстраживаче и нову платформу — Europeana Research.[23]
- Europeana Creative  је пројекат који има за циљ да олакшава пробој комерцијалних садржаја базираних на подацима са Европеане, тиме што обезбеђује правни и пословни оквир за понову употребу садржаја и потребну техничку инфраструктуру.[24]
- Europeana Inside  има за циљ да смањи или уколико је могуће уклони оперативне, правне, техничке и финансијске препреке при учешћу европских културних институција у партнерству са Европеаном. Све са циљем да се повећа количина, обим и употребљивост садржаја на Европеани.[25]
- Europeana Newspapers  је група коју чини 17 европских партнерских институција удружених зарад пројекта који снабдева Европеану са више од 18 милиона новинских страница.[26]
- Europeana v1.0  је пројекат који је трансформисао европеанин прототип у операциони сервис, развио нове функције као што је аутоматско превођење, временска линија, википедија дисплеј, унапредио систем претраге и повећао доступност садржаја (укупно око 20 милиона предмета).[27]
- Europeana v2.0  је пројекат који афирмише побољшање самог садржаја, охрабрује и унапређује поновну употребљивост садржаја, изградњу централног складишта лингвистичкких ресурса, и свеукупно побољшање услуга које нуди Европеана.[28]
- LoCloud  је пројекат кординисан од стране Норвешке националне архиве и бави се истраживањем на пољу побољшања клауд сервиса за мале и музеје средње величине, који желе да свој садржај представе на Европеани.[29]

Пројекти који обезбеђују технологију:
- ARROW помаже библиотекама које планирају да дигитализују материјал који имају у поседу, тиме што проналази податке везане за носиоце права.[30]
- ARROW Plus је алат који помаже библиотекама и осталима да идентификују права, ауторе и издаваче ауторских списа и слика.[31]
- ASSETS је двогодишњи пројекат који има за циљ да побољша употребљивост Европеане развојем, спровођењем и применом софтверских услуга усресређених на претрагу и преглед садржаја и интерфејс. Сав софтвер креиран под покровитељством овог пројекта је отвореног кода.[32]
- EuropeanaConnect  испоручује кључне техничке компоненте за развој Европеане са освртом на боље разумевања садржаја од стране корисника. Пројектом је кординисала Аустријска национална библиотека и трајао је од 1. маја 2009. до октробра 2011. године.[33]
- MEsCH се бави пројектовањем, развојем и употребом алата за стварање интерактивног искуства, које повезује физичку димензију музеја или изложбе са релевантним дигиталним информацијама.[34]
- PATHS има за циљ стварање система који може служити као интерактивни водич кроз постојећу колекцију дигиталних библиотека.[35]
- PRELIDA организује дискусије и радионице на пољу повезивања података и очувања дигиталних података.[36]
- PrestoPRIME истражује и развија практична решења за дуготрајно очување дигиталних медијских предмета, програма и колекција, и њихово интегрисање у онлајн дигиталне библиотеке.[37]

Пројекти који обезбеђују садржај:
- 3D-ICONS  залаже се за дигитализовање низа архитектонских и археолошких ремек дела светског и европског културног значаја, и снабдева Европеану 3Д моделима и свим релевантан дигитални садржај везан за дати модел.[38]
- APENet  је портал који је настао са циљем да представља централну референтна тачку за националне архиве Европе, чинећи архивирани материјал широко доступним свим грађанима Европске уније. Такође овај портал сав садржај чини доступним на Европеани. Овај портал је ординисан од стране Шпанске националне архиве.[39]
- ATHENA  кординише стандарде и активности музеја широм Европе. Прикупља дигиталне податке из музеја и осталих институција сектора културног наслеђа и развија техничку подршку за интеграцију садржаја истих у Европеану.[40]
- BHL-Europe  пројекат развија вишејезички портал, који нуди приступ ка више од 25 милиона страница литературе везане за биолошку развноврсност.[41]
- CARARE  Европеану снабдева дигиталним садржајем везаним за археолошке споменике, архитектонски значајне грађевине, историјске градске центаре, индустријске споменике и национале баштине. Такође има за циљ да омогући 2Д и 3Д садржај за места од важности за културно наслеђе Европе.[42]
- Daguerreobase  је веб апликација дизајнирана тако да садржи детаљне информације о дагеротипијама. Корисници могу да прегледају, мењају и складиште поједине дагеротипије.[43]
- Digitising Contemporary Art  пројекат складишти ремек дела европске савремене уметности.[44]
- EAGLE  окупља најистакнутије европске институције и архиве у пољу латинске и грчке епиграфике и снабдевају Европеану јединственим историјским изворима који представљају стуб европске културе.[45]
- ECLAP  снабдева Европеану својом колекцијом видео записа и плоча извођачке уметности, фотографијама, рукописима, скицама итд.[46]
- EFG  снабдева Европеану својом богатом колекцијом европског филма.[47]
- EFG1914 је пројекат који поседује богату дигиталну колекцију везану за европски филм.[48]
- EUscreen  је трогодишњи пројекат који је почео Окторбра 2009. године, и имао је за циљ да корисницима обезбеди приступ колекцији дигиталнизованог телевизијског материјала.[49]
- EUscreenXL  је трогодишњи пројекат који прикупља професионални аудиовизуелни садржај и чини га доступним на Европеани и на порталу пројекта.[50]
- EuroPhoto је дигитализовао преко 150,000 фотографија уз помоћ 10 главних европских новинских агенција.[51]
- Europeana 1914—1918 се заснива на иницијативи [Универзитет у Оксфорду|Оксфордског универзитета] у којој су људи широм Британије тражили да њихова писма, фотографије и успомене из рата буду дигитализовани. Иницијативом Европеане, у пројекат су се укључили Немаци, Словенци, Луксембуршжани, Ирци и остали учесници у Првом светском рату.[52]Европеана 1914—1918
- Europeana 1989 је паневропски пројекат који се бави документовањем полтичких и социјалних променама у централној и источној Европи 1989. године, познатијим као пад гвоздене завесе. Пројекат има за циљ да живописно представи револуционарне догађаје у Европи, са причама, сликама, видео материјалима и звучним записима из сваке погођене државе.[53]
- Europeana Collections 1914—1918 је пројекат који 2014. године обележава стогодишњицу избијања Првог светског рата стварањем дигиталне колекције уз помоћ 10 библиотека са простора 8 држава, које су се нашле на различитим странама у овом историјском сукобу.[54]
- Europeana Fashion представља удружење 23 партнера из 12 европских држава, који су заједно прикупили колекцију од преко 700,000 дигиталних предмета везаних за моду, од историјских одевних предмета до прибора, фотографија, постера, цртежа, скица, видео материјала, и модних каталога.[55]
- Europeana Food and Drink се фокусира на тему европске културе хране и пића са посебним нагласком на домаће, друштвене и индустријске аспекте хране и пића.[56]
- Europeana Libraries је двогодишњи пројекат који има за циљ да састави колекцију уз помоћ 19 водећих европских истраживачких библиотека. Садржај чини 1,200 филмова и видео записа, 850,000 слика, и 4,3 милиона текстова (књига, новинских чланака, теза, писама).[57]
- Europeana Regia је колаборативан пројекат који има за циљ да направи збирку илуминираних рукописа који датирају из средњег века и ренесансе, са посебним фокусом на почетак Европске културе, у 8. веку — почеткак каролиншке ренесансе.[58]
- Europeana Sounds има за циљ да учини доступним и подстакне кретивну поновну употребу европеаниних аудио матеиријала и њима додатих садржаја.[59]
- EuropeanaLocal је у периоду од 1. јуна 2008. до маја 2011. године сакупио близу 5 милиона дигиталних предмета из регионалних и локалних музеја, библиотека, архива, и аудио-визуелних институција који су сада доступни на Европеани.[60]
- EuropeanaPhotography  је пројекат који има за циљ да дигитализује јединствена ремек дела древне фотографије, користећи важне фотографске колекције, уз помоћ приватника, фотографских агенција или институција у чијем су поседу.[61]
- EuropeanaTravel је једногодишњи пројекат који је имао за циљ да дигитализује садржај универзитетских библиотека и националних библиотека Европе да би их учинио доступним на Европеани.[62]
- HOPE се састоји од институција друштвене историје широм Европе, укључујући архиве, библиотеке и музеје. Има за циљ да омогући приступ огромној колекцији високо значајних, али разбацаних дигиталних колекција европске друштвене историје 19. и 20. века.[63]
- Judaica Europeana у сарадњи са библиотекама, архивима и музејима, обезбеђује интегрисани приступ дигиталној колекцији која документује јеврејско присуство и наслеђе на тлу Европе. Од 2010. године дигитализовано је преко 3,7 милиона предмета од чега су 3.611.000 странице књига, новина и архива, 62,000 фотографије, разгледнице, и музејски објекати, 23,000 звучни записи са музике и говорном историје, и 2,000 покретне слика.[64]
- Linked Heritage је пројекат који има за циљеве да снабдева Европеану разноврсним садржајем јавног и приватног власништва, обогаћује метаподатке, потенцијал поновног коришћења, обезбеђује јединственост, и побољшава претрагу, преузимање и искористивост садржаја Европеане.[65]
- MIMO пројекат је оформљен са циљем да створи једну приступну тачку за дигитални садржај и информације о колекцијама музичких инструмената европских музеја.[66]
- Natural Europe пројекат има за циљ да повеже дигиталне колекције музеја природе историје са Европеаном, стварањем софтверског алата који ће омогућити да се тај дигитални садржај може поново употребити и делити.[67]
- OpenUp! сакупља мултимедијалне информације користећи постојеће информационе мреже у домену истраживања биолошке развноврсности и снабдева Европеану подацима са ових мрежа.[68]
- The European Library је бесплатна услуга покренута од стране Конференције европских националних библиотека. Она скупља садржај уз помоћ 48 европских националних библиотека, и нуди корисницима приступ том садржају на веб страници која је доступна на 36 језика.[69]
- ThinkMOTION пројекат има за циљ да Европеану снабде дигиталзованим текстом, цртежима, сликама, интерактивним анимацијама и физичким моделима везаним за науку о машинама.[70]